# リチャード・アームストロング (小説家)
リチャード・アームストロング（英: Richard Armstrong）は1940年代から1970年代にかけて活躍したイギリスの小説家。

## 概要
彼は13歳から働き始め、転職を繰り返した。彼の作品にはその時の経験を元に書いたと見られる迫真の描写が見られる。
第一次世界大戦後には商船隊の船員になり、1937年に除隊するまでの17年間に様々な種類の船舶に乗船した。この時の経験が後に数々の海洋小説を書く契機となる。以後、1940年代より、執筆を開始して1948年にはカーネギー賞を受賞したことにより一躍人気作家となり、1970年代まで数々の海洋小説を書いた。

## 小説
- 『海に育つ -キャム・レントンの航海記録』林克己訳 岩波少年文庫 1957年9月1日 ISBN 4-00-113055-6
- 『燃えるタンカー』神宮 輝夫訳 偕成社 1980年11月 ISBN 4-03-650720-6

他多数